# Olokmiński Stanowik
Olokmiński Stanowik (ros. Олёкминский Становик) – góry w azjatyckiej części Rosji, w obwodzie czytyjskim.
Leżą w dorzeczu górnej Olokmy i Amuru; sąsiadują na północy z Górami Stanowymi, na wschodzie z górami Tukuringra, na południu z Górami Borszczowocznymi, na zachodzie z Płaskowyżem Witimskim; długość pasma ok. 400 km; szerokość do 125 km; najwyższy szczyt Góra Kropotkina (1908 m n.p.m.); zbudowane głównie z granitów. Składają się z kilku pasm, m.in. Góry Tungirskie, Góry Murojskie. W niższych partiach tajga modrzewiowa, w wyższych limba syberyjska i tundra górska, w najwyższych rumowiska skalne.
Najwyższy szczyt został nazwany na cześć badacza tego rejonu, Piotra Kropotkina.